# Цвятко Попов
Цвятко Аврамов Попов (също така Цветко, до 1945 г. Цвѣтко) е български офицер, генерал-майор от артилерията, участник в Балканската (1912 – 1913) и Междусъюзническата война (1913), командир на отделение от 1-ви артилерийски полк през Първата световна война (1915 – 1918).

## Биография
Цвятко Попов е роден на 26 април 1882 г. в Габрово, Княжество България. През 1903 г. завършва в 24-ти випуск на Военното на Негово Княжеско Височество училище и е произведен в чин подпоручик. През 1906 г. е произведен в чин поручик, през 1909 г. като поручик от Шуменския крепостен батальон е командирован за обучение в Академията на ГЩ в Брюксел, но през септември 1912 се завръща преждевременно във връзка с избухването на Балканската война, като междувременно през 1910 г. е произведен в чин капитан.
Взема участие в Балканската (1912 – 1913) и Междусъюзническата война (1913).
През Първата световна война (1915 – 1918) капитан Цвятко Попов е командир на отделение от 1-ви артилерийски полк, за която служба съгласно заповед № 355 от 1921 г. „за отличия и заслуги през втория период на войната“ е награден с Военен орден „За храброст“, IV степен, 2 клас, като на 1 март 1916 г. е произведен в чин майор. На 27 февруари 1918 г. е произведен в чин подполковник.
След войната на 30 януари 1923 г. е произведен в чин полковник, а през 1929 г. е назначен за началник на отдел в Щаба на армията, след което на 31 октомври 1930 г. е произведен в чин генерал-майор. През 1932 г. генерал Цвятко Попов е назначен за командир на 3-та пехотна балканска дивизия и през 1934 г. е уволнен от служба.
По време на военната си кариера до 1929 г. служи в 5-и артилерийски полк, Шуменски крепостен батальон и 3-ти гаубичен полк.

## Военни звания
- Подпоручик (1903)
- Поручик (1906)
- Капитан (1910)
- Майор (1 март 1916)
- Подполковник (27 февруари 1918)
- Полковник (30 януари 1923)
- Генерал-майор (31 октомври 1930)

## Награди
- Военен орден „За храброст“, IV степен, 2 клас (1921)

## Образование
- Военно на Негово Княжеско Височество училище (до 1903)